# Toll (família de gens)
Els gens toll codifica els membres de la classe de proteïnes receptors de tipus toll. Els mutants del gen toll van ser identificats l'any 1985 pels Premis Nobel Christiane Nüsslein-Volhard i Eric Wieschaus en la mosca Drosophila melanogaster, i clonats pel laboratori de Kathryn Anderson el 1988. Des d'aleshores s'han identificat 13 gens toll de mamífers.
Tant en mamífers com en invertebrats els gens toll calen pel sistema immunitari innat.